# بلدية يلوكسته
بلدية يلوكسته هي بلدية في لاتفيا، بلغ عدد سكانها 7,022 نسمة وذلك حسب إحصائيات سنة 2017.

## التقسيمات الإدارية
- إيلوكست.